# エドウィン・スティーヴンス
エドウィン・スティーヴンス（Edwin Stevens, 1860年8月16日 - 1923年1月3日）は、アメリカ合衆国の俳優、映画監督である。

## 人物・来歴
1860年8月16日、アメリカ合衆国のカリフォルニア州サンフランシスコに生まれる。
当初のキャリアは軽演劇的オペラで、のちに映画に転向するエセル・バリモアやヘンリエッタ・クロスマンといったスター女優と舞台で共演していた。
満55歳のとき、1916年（大正5年）1月17日に公開された、ユニヴァーサル・フィルム・マニュファクチュアリング・カンパニー（現在のユニバーサル・ピクチャーズ）の「ブロードウェイ・ユニヴァーサル・フィーチャー」レーベルによる長篇映画 The Man Inside に、ティナ・マーシャルを相手役に主演して、映画界に転向した。同年、インディペンデント・ムーヴィング・ピクチャーズ製作、ユニヴァーサル配給による The Capital Prize で監督業に進出する。同年にユニヴァーサルが設立した子会社・ブルーバード映画で、ヴァイオレット・マースロウを主演に、『女優の操』（同年）、『寄宿生』（1917年）、 Susan's Gentleman （1917年、日本未公開）の3作を監督、前2作は日本でも公開された。1917年（大正6年）に監督した『怨の痣』を最後に監督業から撤退した。
1918年（大正7年）、フェイマス・プレイヤー＝ラスキン製作、セシル・B・デミル監督の『情熱の国』に出演、以降、俳優業に専念する。メトロ・ピクチャーズ、サミュエル・ゴールドウィンの作品にも出演した。
最晩年まで映画出演を続け、1923年（大正12年）1月3日、カリフォルニア州ロサンゼルス市で胸膜炎のため死去した。満62歳没。

## おもなフィルモグラフィ
- The Man Inside : 監督ジョン・G・アドルフィ / J・S・シュロック、共演ティナ・マーシャル、1916年 - 出演・役 Barry/Dana Thornton
- The Devil's Toy : 監督ハーレイ・ノールズ、1916年 - 出演・役 The devil
- The Capital Prize : 主演ハリー・ベンハム、1916年 - 監督・脚本・出演
- 『女優の操』 The Honor of Mary Blake : 主演ヴァイオレット・マースロウ、1916年 - 監督
- 『黄禍』 The Yellow Menace : 監督オーブリー・M・ケネディ、1916年 - 出演・役 Ali Singh
- 『寄宿生』 The Boy Girl : 主演ヴァイオレット・マースロウ、1917年 - 監督・ノンクレジット出演・役 Bit Role
- Susan's Gentleman : 主演ヴァイオレット・マースロウ、1917年 - 監督・ノンクレジット出演・役 Undetermined Role
- 『令嬢か女賊か』 The Magpie : 主演ティナ・マーシャル、1917年 - 監督
- 『女探偵』 For Lack of Evidence : 主演ティナ・マーシャル、1917年 - 監督
- 『怨の痣』 The Brand of Hate : 主演ティナ・マーシャル、1917年 - 監督・出演
- 『情熱の国』 The Squaw Man : 監督セシル・B・デミル、1918年 - 出演・役 Bud Hardy
- 『紅いばら』 Cheating Cheaters : 監督アラン・ドワン、1919年 - 出演・役 Mr. Palmer
- Faith : 監督チャールズ・スウィッカード / レックス・ウィルソン、1919年 - 出演・役 Abner Harrington
- The Homebreaker : 監督ヴィクター・シャーツィンガー、1919年 - 出演・役 Jonas Abbott
- The Unpardonable Sin : 監督マーシャル・ニーラン、1919年 - 出演・役 Stephen Parcot
- 『花祭りの夜』（別題『真紅のくちなしの花』） The Crimson Gardenia : 監督レジナルド・バーカー、1919年 - 出演・役 Jean
- The Profiteers : 監督ジョージ・フィッツモーリス、1919年 - 出演・役 Everett Dearing
- 『サハラ』 Sahara : 監督アーサー・ロッスン、1919年 - 出演・役 Baron Alexis
- 『二階の舞踏』（別題『階上』） Upstairs : 監督ヴィクター・シャーツィンガー、1919年 - 出演・役 Detective Murphy
- Love Insurance : 監督ドナルド・クリスプ、1919年 - 出演・役 Martin Wall
- 『夢みし国』 Her Kingdom of Dreams : 監督マーシャル・ニーラン、1919年 - 出演・役 J. Wellington Yarnell
- Hawthorne of the U.S.A. : 監督ジェームズ・クルーズ、1919年 - 出演・役 Prince Vladimir
- 『ローン・ウルフの娘』 The Lone Wolf's Daughter : 監督ウィリアム・P・S・アール、1919年 - 出演・役 Prince Victor
- 『家を捨てて』（別題『悪計を見破りて』） Seeing It Through : 監督クロード・H・ミッチェル、1920年 - 出演・役 Ichabod Borgrum
- 『恋と宝玉』 Duds : 監督トーマス・R・ミルズ、1920年 - 出演・役 Karakoff
- 『情熱の渦巻』（別題『情熱の楽園』） Passion's Playground : 監督J・A・バリー、1920年 - 出演・役 Lord Dauntry
- The Figurehead : 監督ロバート・エリス、1920年 - 出演・役 Frank Freeman
- 『嫌やな亭主役』（別題『心進まぬ夫』） Her Unwilling Husband : 監督ポール・スカードン、1920年 - 出演・役 John Jordan
- Her First Elopement : 監督サム・ウッド、1920年 - 出演・役 Mr. Maitland Sr.
- The Snob : 監督サム・ウッド、1921年 - 出演・役 Jim Haynes
- The Charm School : 監督ジェームズ・クルーズ、1921年 - 出演・役 Homer Johns
- What's Worth While? : 監督ロイス・ウェバー、1921年 - 出演・役 Rowan
- 『臆病探偵』 The Dollar-a-Year Man : 監督ジェームズ・クルーズ、1921年 - 出演・役 Colonel Bruce
- 『嫁が欲しうてなりませぬ』 Crazy to Marry : 監督ジェームズ・クルーズ、1921年 - 出演・役 Henry De Morgan
- One Wild Week : 監督モーリス・キャンベル、1921年 - 出演・役 Oliver Tobin
- 『真紅の鞭』（別題『鞭の痛み』） The Sting of the Lash : 監督ヘンリー・キング、1921年 - 出演・役 Daniel Keith
- Everything for Sale : 監督フランク・オコナー、1921年 - 出演・役 Mr. Wainwright
- 『小牧師』 The Little Minister : 監督ペンリン・スタンロウズ、1921年 - 出演・役 Lord Rintoul
- A Game Chicken : 監督チェスター・M・フランクリン、1922年 - 出演・役 Hiram Proudfoot
- 『金色の絞首台』 The Golden Gallows : 監督ポール・スカードン、1922年 - 出演・役 Leander Sills
- 『つづれの錦』 The Ragged Heiress : 監督ハリー・ボーモン、1922年 - 出演・役 Sam Moreton
- 『無敵の壮漢』 The Man Unconquerable : 監督ジョセフ・ヘナベリー、1922年 - 出演・役 Michaels
- 『死霊と戦う女』（別題『愛に生きて』） The Hands of Nara : 監督ハリー・ガースン、1922年 - 出演・役 Connor Lee
- 『尖塔の声』 The Voice from the Minaret : 監督フランク・ロイド、1923年 - 出演・役 Lord Leslie Carlyle
- 『悪魔と処女』（別題『蜘蛛と薔薇』） The Spider and the Rose : 監督ジャック・マクダーモット、1923年 - 出演・役 Bishop Oliveros
- 『彫刻家の妻』（別題『塑像の女』） The Woman of Bronze : 監督キング・ヴィダー、1923年 - 出演・役 Reggie Morton
- 『単騎突進』 Quicksands : 監督ジャック・コンウェイ、1923年 - 出演・役 Ring Member
- 『愛人の誓』 A Lover's Oath : 監督フェルディナンド・P・アール、1925年 - 出演・役 Hassen Ben Sabbath

## 関連事項
- インディペンデント・ムーヴィング・ピクチャーズ （en:Independent Moving Pictures）
- フェイマス・プレイヤー＝ラスキン （en:Famous Players-Lasky）
- メトロ・ピクチャーズ （en:Metro Pictures）

## 註
1. 1 2 3 4 5 6 7 8 9 10  Edwin Stevens, Internet Movie Database （英語）, 2010年5月11日閲覧。
2. ↑  『ブルーバード映画の記録』 : 製作・著・発行山中十志雄・塚田嘉信、1984年4月、p.60-63.